# بایریشر پلاکنشتاین
بایریشر پلاکنشتاین (به لاتین: Bayerischer Plöckenstein) یک کوه در جمهوری چک است که در بایرن واقع شده‌است. بایریشر پلاکنشتاین ۱٬۳۶۵ متر بالاتر از سطح دریا واقع شده‌است.